# Ziemia Izraela
Ziemia Izraela (hebr. ארץ ישראל, Erec Jisrael, także Ziemia Obiecana) – region, który według Biblii został dany Żydom przez Boga Jahwe.

## Etymologia biblijna
Biblijne pojęcie „Ziemia Izraela” to tłumaczenie hebrajskiego wyrażenia „Erec Jisrael”, które można znaleźć w Biblii Hebrajskiej. Nazwa „Izrael” odnosi się do narodu żydowskiego, do potomków patriarchy Jakuba, nazywanego potem Izraelem. Potomkowie Jakuba znani byli jako Bnej Jisrael („Synowie Izraela” – termin często tłumaczony jako „Izraelici”), a ziemie, które zamieszkiwali, w żydowskiej tradycji zostały nazwane Ziemią Izraela. Obszary żydowskiego osadnictwa i panowania zmieniały się w starożytności stale, a wyznaczenie konkretnego przebiegu granic „Ziemi Izraela“ jest niemożliwe. Współczesne Państwo Izraela (מדינת  ישראל, Medinat Jisrael) używa tej nazwy w odniesieniu do wszystkich terytoriów przejętych po 1948 r. 
Według biblijnej Księgi Rodzaju Ziemia Izraela została oddana przez Boga Jahwe w wieczne posiadanie potomkom żydowskich patriarchów: Abrahama, Izaaka i Jakuba, czyniąc tę krainę Ziemią Obiecaną.

## Obszar według granic biblijnych

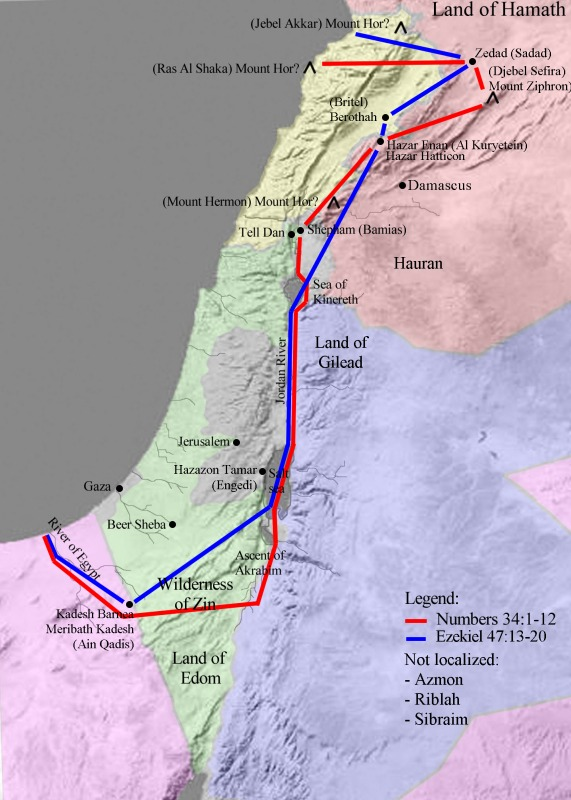
Granice Ziemi Izraela szacowane na podstawie informacji z Biblii (linia niebieska: wg Księgi Ezechiela; linia czerwona: wg Księgi Liczb).
Kolorami oznaczono współczesne państwa: Izrael – zielony; Egipt i Arabia Saudyjska – różowy; Jordania – niebieski; Syria – łososiowy; Liban – żółty (Zachodni Brzeg, Strefa Gazy i Wzgórza Golan – szary)

Stary Testament zawiera kilka opisów granic krainy zwanej Ziemią Obiecaną. Zgodnie z Biblią obszar ten rozciąga się od „Rzeki Egipskiej” (Nahar Micrajim w Rdz 15,18), w innym miejscu nazwanej „Potokiem Egipskim” (Nachal Micrajim w Lb 34,5), aż po Eufrat. Są to tereny współcześnie określane jako Państwo Izraela, Zachodni Brzeg (Judea i Samaria), Strefa Gazy oraz część dzisiejszej Syrii i Libanu. Ziemia Izraela obejmuje także półwysep Synaj, zgodnie z tradycją leżący na drodze żydowskiego Exodusu z Egiptu. Tereny na wschód od rzeki Jordan wspomniane w Księdze Liczb 34,1-15 stanowią dużą część współczesnej Jordanii.
Księga Rodzaju 15,18-21 mówi o „Granicach Kraju” (Gwulot Ha-Arec) traktowanych jako całość obszaru obiecanego Abrahamowi.
Księga Liczb 34,1-15 charakteryzuje krainę przynależną plemionom Izraelitów po Exodusie. Plemię Rubena, Gada i połowa plemienia Manassesa otrzymały ziemie na wschód od Jordanu (Lb 34,14-15). Księga Liczb 34,1-13 dostarcza dokładnego opisu granic ziem przypisanych pozostałym plemionom. Region ten w Lb 34,2 jest nazwany „Ziemią Kanaan" (Erec Kna'an). Wyrażenie „Ziemia Obiecana” może oznaczać zarówno ziemię obiecaną Abrahamowi w Księdze Rodzaju, jak i krainę Kanaan, choć to drugie znaczenie jest popularniejsze.
Księga Ezechiela 47,13-20 dostarcza powygnaniowej definicji granic, która jest zgodna z tymi nakreślonymi wcześniej w Torze. Proroctwo Ezechiela ma świadczyć o tym, że Boża wola odnośnie do ludu Izraela nie zmieniła się wraz z wygnaniem babilońskim. Granice nakreślone u Ezechiela obejmują północne obrzeża współczesnego Libanu, aż do Sedad i Chasor-Enon na terenie dzisiejszej Syrii; granice wschodnie ciągną się wzdłuż rzeki Jordan, przecinają Morze Martwe a stamtąd przebiegają prostą linią do miasta Kadesz-Barnea, które stanowi punkt najbardziej wysunięty na południe. Granicę zachodnią wyznacza brzeg Morza Śródziemnego.
Księga Liczb i Księga Ezechiela definiują granice podobnie, jednak ze znaczącymi różnicami.

### Punkty sporne
Granica z Egiptem podana jest w Księdze Liczb, Księdze Powtórzonego Prawa i Księdze Ezechiela jako Nachal Micrajim („Potok Egipski”). Tradycyjne żydowskie rozumienie tego wyrażenia (zaświadczone w komentarzach Rasziego i Jehudy Halewiego oraz w aramejskich targumach) odnosi ten termin do Nilu, a dokładniej – do fragmentu jego delty w okolicach miasta Pelusium (pogląd Halewiego potwierdzony przez źródła egipskie i asyryjskie). Późniejsi komentatorzy identyfikowali „Potok Egipski” z Wadi al-Arisz, a także z potokiem Besor wspomnianym w 1 Księdze Samuela. Jednocześnie Księga Rodzaju podaje granicę z Egiptem jako Nahar Micrajim („Rzeka Egipska”). Jako że hebrajski wyraz nahar (נהר) oznacza dużą rzekę, zrozumiałe wydaje się, iż chodzi o Nil. Granice Ziemi Izraela według Księgi Rodzaju sięgają dalej na zachód. Mniejszość badaczy utożsamia oba określenia – „Potok” i „Rzekę” – z wadi.
Przedmiotem debaty jest również dokładny przebieg granicy południowej i wschodniej. Wspomniane są tylko Morze Czerwone i Eufrat, co może oznaczać, że do Ziemi Izraela zaliczano cały Półwysep Arabski. Bardziej powściągliwe interpretacje wskazują na granicę na linii od ujścia Eufratu do miasta Ejlat lub wzdłuż równoleżnika przechodzącego przez Zatokę Ejlat. Według innego poglądu Eufrat stanowi granicę północną, a wschodnia i południowa rozciąga się od Ejlatu do niesprecyzowanego punktu na rzece Eufrat.
Kontrowersje wśród części biblistów budzi także zgodne włączanie przez różne źródła biblijne „Ziemi Hetytów” w granice Ziemi Izraela. Niektórzy badacze uznają Hetytów za plemię, które osiedliło się w Kanaanie i zostało podbite przez Jozuego, podczas gdy inni odnoszą termin „Ziemia Hetytów” do imperium istniejącego w starożytności na terenie dzisiejszej Turcji.

### „Od Dan do Berszeby”
W Biblii często pojawia się wyrażenie „od Dan do Berszeby” lub „od Berszeby do Dan” (Sdz 20,1; 1 Sm 3,20; 2 Sm 3,10; 2 Sm 17,11; 2 Sm 24,2; 2 Sm 24,15; 1 Krl 4,25; 1 Krn 21,2 i 2 Krn 30,5). Kontrowersje budzi identyfikacja Dan (konotacje z regionem należącym do Filistynów lub ze starożytnym miastem Dan, leżącym o wiele dalej na północ). Jednak nie ma wątpliwości, że powiedzenie „od Dan do Berszeby” jest literackim określeniem całości terytorium zamieszkanego przez Izraelitów. Wymienia więc ono dwa skrajne punkty Ziemi Izraela – wysunięte najdalej na północ i południe.

## Ziemia Izraela a państwo Izrael
W okresie brytyjskiego Mandatu Palestyny nazwa „Erec Jisrael”, zapisywana jako א״י (alef-jud), zawierała się w oficjalnej hebrajskiej nazwie terytorium Mandatu. Na mandatowych monetach wybijano nazwę Palestyna w językach arabskim, angielskim i hebrajskim, przy czym w wersji hebrajskiej nazwie Palestyna towarzyszył w nawiasie dopisek „E-J“ „(פלשתינה (א״י”. Wzięło się to stąd, że część parlamentu mandatowego postulowała nazwę פלשתינה (Palestina), podczas gdy Jiszuw optował za ארץ ישראל (Erec Jisrael). Kompromis osiągnięto postanowieniem, by inicjały א"י zapisywane były w nawiasie za każdym razem, gdy pojawia się nazwa פלשתינה. W izraelskiej terminologii politycznej „Ziemia Izraela” zwykle oznacza obszar pod mandatem Brytyjczyków, np. tereny znajdujące się obecnie pod kontrolą Izraela, Zachodni Brzeg, Strefa Gazy, czasem także Transjordania (teraz Jordańskie Królestwo Haszymidzkie) oraz okupowane terytoria Syrii i Libanu.
Termin „Ziemia Izraela” pojawia się w Deklaracji Niepodległości Izraela dla ukazania rzekomej ciągłości historycznej między czasami biblijnymi a współczesnością.

## Ziemia Izraela w religijnym prawie żydowskim
Zgodnie z halachą część religijnych przepisów judaizmu odnosi się wyłącznie do Żydów żyjących na terenach kontrolowanych przez Izrael oraz w tych obszarach Jordanii, Libanu i Syrii, które uważa się za część biblijnego Izraela. Chodzi tu m.in. o prawa związane z rolnictwem i podatkami. Wiele z tych reguł, przestrzeganych w starożytności, stosuje się także we współczesnym Izraelu.
Według niektórych rabinów każdy Żyd jest zobowiązany, by zamieszkiwać Ziemię Izraela i nie opuszczać jej bez ważnego uzasadnienia, którym jest np. ślub. Halacha zawiera także wiele praw dotyczących zajmowania się samą ziemią.